# Унија арапског Магреба
Унија арапског Магреба (АМУ; арап. اتحاد المغرب العربي) је трговински споразум чији је циљ економско и будуће политичко јединство међу арапским земљама Магреба у северној Африци. Њени чланови су државе Алжир, Либија, Мауританија, Мароко и Тунис. Унија није била у стању да оствари опипљив напредак у остваривању својих циљева због дубоких економских и политичких несугласица између Марока и Алжира у вези са, између осталог, питањем Западне Сахаре. Од 3. јула 2008. године нису одржани састанци на високом нивоу, а коментатори сматрају да је Унија углавном неактивна. У 2023. години пројекат јединствене валуте у овој области остаје технички изводљив, али политички неизводљив..